# Шлыков, Виктор Филиппович
Виктор Филиппович Шлыков (21 ноября 1923, Большое Гусиное, Уральская область — 27 января 1990, Челябинск) — участник Великой Отечественной войны, полный кавалер ордена Славы, гвардии старшина. После войны работал на цинковом и лакокрасочном заводах Челябинска.

## Биография
Виктор Филиппович Шлыков родился 21 ноября 1923 года в крестьянской семье в селе Большом Гусином Гусиновского сельсовета Петуховского района Ишимского округа Уральской области, ныне село входит в Петуховский муниципальный округ Курганской области. Русский.
Окончил 5 классов, работал в колхозе. Затем жил в городе Миассе Челябинской области, работал токарем-оператором на заводе № 316, ныне Уральский автомобильный завод. Когда началась Великая Отечественная война, Виктору было семнадцать лет, и первое время он работал на заводе.
В марте 1943 года добровольцем вступил в Рабоче-крестьянскую Красную Армию, призван Миасским РВК, Челябинская области и зачислен в формирующийся в городе Челябинске 30-й Уральский добровольческий танковый корпус. Молодой солдат прошёл трёхмесячную подготовку и стал наводчиком орудия.
Боевое крещение молодой артиллерист принял в августе 1943 года в боях на Орловско-Брянском направлении в составе 30-й мотострелковой бригады Уральского танкового корпуса. За участие в этих боях танковый корпус стал 10-м гвардейским. В составе танкового корпуса прошёл весь боевой путь, воевал на Брянском и 1-м Украинском фронтах.
Свою первую боевую награду — медаль «За отвагу» — гвардеец Шлыков получил за участие в боях за город Гомель (медаль не упомянута ни в одном представлении к ордену).
С 1944 года кандидат в члены ВКП(б).
Особо отличился при освобождение Украинской ССР. В апреле 1944 года шли жаркие бои под городом Каменец-Подольском. Расчёт, в котором наводчиком был Шлыков, находясь на передовой линии, поддерживал огнём наступление танков. В этих боях орудийный расчёт уничтожил более тридцати вражеских солдат и офицеров, подбил тяжёлый танк. Приказом по войскам 10-го гвардейского танкового корпуса гвардии красноармеец Виктор Филиппович Шлыков награждён орденом Славы 3-й степени.
В боях под Львовом в августе 1944 года гвардии старший сержант Шлыков был уже командиром орудийного расчёта артиллерийского дивизиона 29-й гвардейской мотострелковой бригады 10-го гвардейского Уральского добровольческого танкового корпуса. В бою за деревню Ольшаницы его расчёт уничтожил отделение гитлеровцев, два пулемёта и сжёг автомашину, а около деревень Новосюлки, Словита фашисты потеряли от огня его орудия пулемёт и две автомашины. Под деревней Погорельцы Шлыков прямой наводкой уничтожил наблюдательный пункт, до двух взводов фашистской пехоты и заставил отступить фашистов с занимаемых позиций. В этом бою был ранен. Приказом по войскам 4-й гвардейской армии от 23 сентября 1944 года гвардии старший сержант Виктор Филиппович Шлыков награждён орденом Славы 2-й степени.
После излечение в госпитале в городе Львове вернулся в свою батарею, когда бои шли уже за переправы на территории Польши. 11 февраля 1945 года в районе населённого пункта Шпроттишвальдау артдивизион в котором сражался Шлыков, сделав марш-бросок, перерезал путь отступавшей гитлеровской колонне. Выдвинув орудие на прямую наводку, расчёт Шлыкова метким огнём поразил танк «Пантеру», два бронетранспортёра, автомашину, орудие и более 10 автоматчиков. В дальнейшем, действуя в боевых порядках пехоты, расчёт Шлыкова помог отбить крупную контратаку противника. Из личного орудий гвардии старшина Шлыков сам уничтожил трёх немецких солдат. За эти бои был представлен к ордену Славы 1-й степени.
За участие в штурме и взятии особо укреплённого района Зальцбург Шлыков В. Ф. был отмечен очередной правительственной наградой — орденом Отечественной войны 1-й степени, а через две недели им была получена ещё одна награда — орден Отечественной войны 2-й степени. Последний выстрел сделал 1 мая. Войну закончил в столице Чехословакии Праге.
Указом Президиума Верховного Совета СССР от 27 июня 1945 года за образцовое выполнение заданий командования в боях с немецко-фашистскими захватчиками гвардии старшина Виктор Филиппович Шлыков награждён орденом Славы 1-й степени.
В 1947 году В. Ф. Шлыков был демобилизован. Приехал жить в город Челябинск. Работал на цинковом и лакокрасочном заводах.
Виктор Филиппович Шлыков умер 27 января 1990 года. Похоронен на Градском кладбище в Курчатовском районе города Челябинска Челябинской области.

## Награды
- Орден Отечественной войны I степени, дважды: 25 мая 1945 года[2] и 6 апреля 1985 года[3]
- Орден Отечественной войны II степени, 17 мая 1945 года[4]
- Орден Славы I степени № 220, 27 июня 1945 года[5][6][7]
- Орден Славы II степени № 3493, 23 сентября 1944 года[8]
- Орден Славы III степени № 27244, 14 мая 1944 года[9]
- Медаль «За победу над Германией в Великой Отечественной войне 1941—1945 гг.»
- Медаль «За взятие Берлина»
- Медаль «За освобождение Праги»

## Память
- Мемориальная доска, Курганская область, Петуховский муниципальный округ, село Большое Гусиное, ул. Северная, 52 — 54°59′08″ с. ш. 67°25′13″ в. д.HGЯO